# Первомайский (Ейский район)
Первомайский — посёлок в Ейском районе Краснодарского края. Входит в состав Ейского сельского поселения.

## География

### Улицы
- ул. Кубанская,
- ул. Мира,
- ул. Парковая,
- пер.Солнечный

## Население
| 2002 | 2010 |
| ---- | ---- |
| 489  | ↘485 |